# Classe Radiance
A Classe Radiance ou Radiance Class em inglês, é uma classe de navios cruzeiros da Royal Caribbean International registrados nas Bahamas.Todos os navios têm os motores de turbina a gás anti-poluente. Os navios da classe Radiance têm elevadores exteriores de visão panorâmica, salas de jantar totalmente em vidro, restaurantes alternativos, um telhado de vidro retrátil sobre uma piscina, um piscina ao ar livre. Os navios da classe Radiance foram construídos em Meyer Werft, Papenburg , Alemanha.

## Navios na classe
| Nome                   | Entrada em serviço  | Imagem | Bandeira |
| ---------------------- | ------------------- | ------ | -------- |
| Radiance of the Seas   | 10 de março de 2001 |        | Bahamas  |
| Brilliance of the Seas | 19 de junho de 2002 |        | Bahamas  |
| Serenade of the Seas   | 1 de agosto de 2003 |        | Bahamas  |
| Jewel of the Seas      | 8 de maio de 2004   |        | Bahamas  |